# Meridià 4 a l'oest
El meridià 10° a l'Oest de Greenwich és una línia de longitud ue s'estén des del pol Nord travessant l'oceà Àrtic, l'oceà Atlàntic, Europa, Àfrica, l'oceà Antàrtic i l'Antàrtida fins al pol Sud.
Com tots els altres meridians, la longitud del meridià correspon a una semi-cirumferència terrestre, d'uns 20.003,932 km. Al nivell de l'equador, és a una distància del meridià de Greenwich de 445 km.
El meridià 4 oest forma un cercle màxim amb el meridià 176 a l'est.

## De Pol a Pol
Des del pol Nord i dirigint-se cap al sud fins al pol Sud, el meridià 4 a l'Oest passa per:
| Coordenades                           | País, territori o mar | Notes |
| ------------------------------------- | --------------------- | --- |
| 90° 0′ N, 4° 0′ O / 90.000°N,4.000°O  | Oceà Àrtic            | |
| 81° 52′ N, 4° 0′ O / 81.867°N,4.000°O | Oceà Atlàntic         | |
| 58° 34′ N, 4° 0′ O / 58.567°N,4.000°O | Regne Unit            | Escòcia                                                                                                   |
| 57° 56′ N, 4° 0′ O / 57.933°N,4.000°O | Mar del Nord          | Dornoch Firth                                                                                             |
| 57° 50′ N, 4° 0′ O / 57.833°N,4.000°O | Regne Unit            | Escòcia                                                                                                   |
| 57° 42′ N, 4° 0′ O / 57.700°N,4.000°O | Mar del Nord          | Moray Firth                                                                                               |
| 57° 36′ N, 4° 0′ O / 57.600°N,4.000°O | Regne Unit            | Escòcia — passa a través de Motherwell, just a l'est de Glasgow (a 55° 48′ N, 4° 0′ O / 55.800°N,4.000°O) |
| 54° 46′ N, 4° 0′ O / 54.767°N,4.000°O | Mar d'Irlanda         | |
| 53° 15′ N, 4° 0′ O / 53.250°N,4.000°O | Regne Unit            | Gal·les — passa just a l'oest de Swansea (a 51° 38′ N, 3° 57′ O / 51.633°N,3.950°O)                       |
| 51° 54′ N, 4° 0′ O / 51.900°N,4.000°O | Canal de Bristol      | |
| 51° 13′ N, 4° 0′ O / 51.217°N,4.000°O | Regne Unit            | Anglaterra — passa just a l'est de Plymouth (a 50° 22′ N, 4° 9′ O / 50.367°N,4.150°O)                     |
| 50° 18′ N, 4° 0′ O / 50.300°N,4.000°O | Oceà Atlàntic         | Canal de la Mànega                                                                                        |
| 48° 43′ N, 4° 0′ O / 48.717°N,4.000°O | França                | |
| 47° 51′ N, 4° 0′ O / 47.850°N,4.000°O | Oceà Atlàntic         | Golf de Biscaia                                                                                           |
| 43° 27′ N, 4° 0′ O / 43.450°N,4.000°O | Espanya               | |
| 46° 45′ N, 4° 0′ O / 46.750°N,4.000°O | Mar Mediterrània      | Mar d'Alborán                                                                                             |
| 35° 14′ N, 4° 0′ O / 35.233°N,4.000°O | Marroc                | |
| 30° 51′ N, 4° 0′ O / 30.850°N,4.000°O | Algèria               | |
| 24° 28′ N, 4° 0′ O / 24.467°N,4.000°O | Mali                  | |
| 13° 26′ N, 4° 0′ O / 13.433°N,4.000°O | Burkina Faso          | |
| 9° 50′ N, 4° 0′ O / 9.833°N,4.000°O   | Costa d'Ivori         | passa just a l'est d'Abidjan (a 5° 19′ N, 4° 2′ O / 5.317°N,4.033°O)                                      |
| 60° 0′ S, 4° 0′ O / 60.000°S,4.000°O  | Oceà Antàrtic         | |
| 70° 19′ S, 4° 0′ O / 70.317°S,4.000°O | Antàrtida             | Terra de la Reina Maud — reclamat per Noruega                                                             |